# شور (فیلم ۱۹۸۲)
شور (انگلیسی: Passion) فیلمی تجربی به کارگردانی ژان-لوک گدار محصول سال ۱۹۸۲ است.